# Circuit de Wallonie (mannen)
Circuit de Wallonie is een eendaagse wielerwedstrijd die sinds 1966 verreden wordt. De start en finish is in Charleroi, België. De wedstrijd vindt plaats in mei of juni. Circuit de Wallonie maakt deel uit van de UCI Europe Tour, vanaf 2019 in de categorie 1.1. Ook maakt Circuit de Wallonie vanaf 2019 deel uit van de Bingoal Cycling Cup. Tot 2003 was de naam van de wedstrijd Circuit du Hainaut.

## Lijst van winnaars

### Meervoudige winnaars
| Overwinningen | Renner            | Land   | Jaren       |
| ------------- | ----------------- | ------ | ----------- |
| 2             | Joseph Schoeters  | België | 1967 + 1968 |
| 2             | Stefan Van Leeuwe | België | 1984 + 1985 |

### Overwinningen per land
| Overwinningen | Land                                                  |
| ------------- | ----------------------------------------------------- |
| 46            | België                                                |
| 4             | Nederland                                             |
| 3             | Frankrijk                                             |
| 1             | Colombia, Denemarken, Italië, Kazachstan, Zuid-Afrika |